# Сажинов, Виктор Александрович
Ви́ктор Алекса́ндрович Сажинов (1925—1945) — Гвардии красноармеец Рабоче-крестьянской Красной Армии, участник Великой Отечественной войны, Герой Советского Союза (1945).

## Биография
Виктор Сажинов родился 1 февраля 1925 года в Казани. После окончания семи классов школы работал токарем на заводе. В 1943 году Сажинов добровольно пошёл на службу в Рабоче-крестьянскую Красную Армию. С того же года — на фронтах Великой Отечественной войны.
К январю 1945 года гвардии красноармеец Виктор Сажинов был разведчиком роты управления 53-й гвардейской танковой бригады 6-го гвардейского танкового корпуса 3-й гвардейской танковой армии 1-го Украинского фронта. Отличился во время освобождения Польши. 14 января 1945 года Сажинов, находясь в составе разведгруппы, провёл разведку брода для танков через реку Нида. 16 января 1945 года он в числе первых вступил в бой на окраине Радома, неоднократно ходил в разведку, доставляя важные сведения о противнике командованию.
Указом Президиума Верховного Совета СССР от 10 апреля 1945 года за «образцовое выполнение боевых заданий командования на фронте борьбы с немецкими захватчиками и проявленные при этом мужество и героизм» гвардии красноармеец Виктор Сажинов был удостоен высокого звания Героя Советского Союза. Орден Ленина и медаль «Золотая Звезда» он получить не успел, так как 23 апреля 1945 года погиб в бою под Берлином. Первоначально был похоронен в населённом пункте Генсхаген, в 7 километрах к югу от города Тельтов. В 1949 году перезахоронен в Трептов-парке в Берлине.
Был также награждён орденом Отечественной войны 1-й степени и рядом медалей. Навечно зачислен в списки личного состава воинской части.